# تشاك ستون
تشاك ستون (بالإنجليزية: Chuck Stone)‏ هو صحفي وطيار أمريكي، ولد في 21 يوليو 1924 في هارتفورد في الولايات المتحدة، وتوفي في 6 أبريل 2014 في تشابل هيل في الولايات المتحدة بسبب قصور القلب.